# Gaio Fonteio Capitone (console 59)
Gaio Fonteio Capitone (in latino: Gaius Fonteius Capito; 27 circa – dopo il 59) è stato un magistrato e senatore romano, console dell'Impero romano.

## Biografia
Fonteio era membro di una famiglia originaria di Tusculum che aveva prodotto numerosi pretori (tra cui Marco Fonteio, pretore nel 75 a.C. difeso nella famosa orazione di Cicerone Pro Fonteio) ma che era ascesa al livello più alto della società romana con quello che fu probabilmente il nonno di Fonteio, l'omonimo console del 33 a.C.: questi, dopo importanti trascorsi da diplomatico legato a Marco Antonio, era riuscito ad accattivarsi il nuovo padrone di Roma, Augusto, che fece sposare la figlia di Fonteio a Marco Appuleio, console ordinario del 20 a.C. e figlio della sorellastra del princeps, Ottavia maggiore. Probabilmente padre di Fonteio era l'omonimo console del 12, proconsole d'Asia nel 23/24, mentre sembra essere stato suo fratello minore il Fonteio Capitone che fu console ordinario nel 67.
Della carriera di Fonteio non è noto praticamente nulla. L'unico incarico conosciuto lo vede, però, al vertice dello Stato romano: egli fu infatti console ordinario, al fianco di Gaio Vipstano Aproniano, per l'intero primo semestre del 59. Dopo il consolato, Fonteio scompare dalla storia.